# Pierrebraunia
Pierrebraunia es un género de cactus recientemente descrito, nativo de Bahía (Brasil) que comprende 11 especies conocidas. Algunos estudiosos lo incluyen en el género Arrojadoa.

## Especies
- Pierrebraunia bahiensis (P.J.Braun & Esteves) Esteves
- Pierrebraunia brauniorum Esteves